# Chorvátsky Grob
Pour les articles homonymes, voir Grob.
Chorvátsky Grob (allemand : Kroatisch-Eisgrub) est un village de Slovaquie situé dans la région de Bratislava.

## Histoire
Première mention écrite du village en 1552.

## Démographie

### Évolution de la population
| Année:               | 1994. | 2004.    | 2014.     | 2024.    |
| -------------------- | ----- | -------- | --------- | -------- |
| Nombre de personnes: | 1518  | 1787     | 4794      | 7885     |
| Différence:          |       | +17,72 % | +168,27 % | +64,47 % |

| Année:               | 2023. | 2024.   |
| -------------------- | ----- | ------- |
| Nombre de personnes: | 7690  | 7885    |
| Différence:          |       | +2,53 % |